# Харцызский трубный завод
Харцы́зский трубный завод (укр. Харцизький трубний завод) — завод — производитель более 500 типоразмеров стальных электросварных прямошовных труб большого диаметра (до 1420 мм) для магистральных газонефтепродуктопроводов.
Входит в перечень предприятий, имеющих стратегическое значение для экономики и безопасности Украины.
С 2015 года производство на заводе остановлено. Завод входил в дивизион стали и проката компании «Метинвест Холдинг», являлся членом «Российского Союза Нефтегазостроителей» (РОССНГС). 15 марта 2017 года Группа «Метинвест» объявила о полной потере контроля над рядом предприятий оказавшихся на территории под контролем ДНР и ЛНР, в том числе над Харцызским трубным заводом..

## История
Завод был основан в 1898 году, как котельно-мостовой завод на деньги Бельгийского анонимного общества и сперва изготавливал металлоконструкции для железнодорожных и речных мостов, вагонетки для шахт, стропила, дробилки. В 1913 году на заводе был построен первый в Российской империи трубный цех, который изготовлял трубы диаметром до 18 дюймов методом газово-кузнечной сварки «в накладку».
После того, как ФРГ в 1960-х, резко ограничила поставки труб для магистральных трубопроводов в СССР, на заводе в 1974 г.,был построен ТЭСЦ-2, продукция которого заменила немецкую.
В ходе 9-й пятилетки был введён в эксплуатацию второй комплекс первой очереди завода (построенный по проекту государственного научно-исследовательского и проектного института металлургической промышленности «Гипросталь»).
Завод был одним из немногих предприятий в Советском Союзе, выпускавшим трубы большого диаметра. После распада СССР он оказался крупнейшим поставщиком Газпрома, как следствие, за контроль над ХТЗ развернулась нешуточная борьба. Украина долгое время размышляла на тему возможной приватизации завода, и к середине 1990-х было принято решение начать процесс разгосударствления.
В 1996 году 25 % акций предприятия купила корпорация «ЕЭСУ», но её патрон П. И. Лазаренко утратил влияние, поэтому сделка была оспорена в суде. ЕЭСУ, которой управляла Юлия Тимошенко по сути, не успела получить доступ к управлению завода.
В 2001 году 76 % акций ХТЗ выкупила корпорация Индустриальный союз Донбасса. Условия конкурса были явно выписаны под ИСД. В 2002—2003 годах эти акции перешли в собственность System Capital Management. Однако за последнее десятилетие в России была начата реализация целого ряда проектов, направленных на освоение выпуска труб большого диаметра. В результате перспективы поставок харцызских труб крупнейшему потребителю попали под угрозу. Ситуация усугубляется тем, что российские трубники постоянно лоббируют ограничение поставок украинской продукции на свой рынок. Поэтому заводу приходится идти на различные ухищрения для укрепления своих позиций на рынке. Его генеральный директор А. В. Шишацкий в интервью Деловой столице летом 2006 г. даже заявил, что предприятие готово вступить в Фонд развития трубной промышленности России (недоступная ссылка).
В 2010 году чистая прибыль ХТЗ сократилась в 3,4 раза — до 171,263 млн гривен, активы предприятия сократились на 34,8 % — 3,292 млрд гривен.
Начало боевых действий на востоке Украины осложнило хозяйственную деятельность завода. В августе 2014 года в результате приближения к заводу линии фронта в связи с артиллерийскими обстрелами территории завода, завод был обесточен и 19 августа 2014 остановил работу
13 октября 2014 производство было восстановлено, однако 1 февраля 2015 в связи с отсутствием железнодорожного сообщения завод сообщил об остановке производства на неопределённый срок. В общей сложности, в январе — июне 2015 завод выпустил 66,3 тыс. тонн продукции. С декабря 2015 года снова начался простой из-за нехватки сырья — стального листа. В конце января 2016 года было сокращено количество рабочих на 50 %. По состоянию на август 2017 года на заводе числилось около 1,5 тысяч сотрудников, однако предприятие не работало, а работникам выплачивали за период простоя две трети заработной платы.
В середине февраля 2023 года сообщалось, что завод изготовил 30 км труб (2 540 труб) для водовода, по которому с апреля того же планируется прокачивать в ДНР воду из Дона.

## Структура
Цеха
- ХТЗ имеет 2 основных цеха:
  - ТЭСЦ-2 (Трубоэлектросварочный цех № 2) непосредственно делает трубы. От 508 −1422 мм.
  - ТСЦ-4 (Трубосварочный цех № 4) — цех антикоррозионный. Внутреннее и наружное покрытие.

### Вспомогательные цехи
- Цех по ремонту оборудования;
- Ремонтно-механический цех;
- Энергетический цех;
- Железнодорожный цех.

## Продукция
Производственные мощности позволяют выпускать 1,6 млн тонн труб в год, в том числе 200 тыс. труб с одним продольным швом, длиной до 12 м, 450—600 тыс. труб с антикоррозионным покрытием.
Трубы, выпускаемые заводом, использовались для постройки газопроводов:
- Дружба 1
- Дружба 2
- Уренгой — Петровск
- Уренгой — Помары — Ужгород
- Уренгой — Новопсковск
- Уренгой — Центр 1
- Уренгой — Центр 2
- Ямбург — Елец 1
- Надым — Пунга
- СРТО — Торжок
- Мыльджино — Вертикос
- Средняя Азия — Центр
- Шатлык — Хива
- Ямал — Европа
- Джанкой — Феодосия — Керчь
- Ананьев — Измаил
- Голубой поток
- Заполярное — Уренгой
- Египет – Иордания
- Ирак

Нефтепроводов:
- Приволжские нефти — Западная граница
- Усть — Балык — Уфа — Курган — Алметьевск
- Нижневартовск — Курган — Куйбышев
- Сургут — Полоцк
- Холмогоры — Клин
- Тенгиз — Гурьев — Астрахань — Грозный
- Одесса — Броды
- Броды — Ужгород
- ВСТО (Транснефть)
- Ванкорский проект (Роснефть)

Водопроводов:
- Гуанду — Редук (Бразилия)
- Дон — Донбасс

## Объемы производства
- 2010 год: 309,11 тыс. тонн
- 2011 год: 630,6 тыс. тонн[14]